# McCormick
McCormick – producent ciągników rolniczych z siedzibą w Fabbrico we Włoszech, należący do koncernu Argo Tractors S.p.A. Przedsiębiorstwo założone zostało pierwotnie w 1831 r. przez Cyrusa Hall McCormicka w Walnut Grove w stanie Virginia w USA.

## Historia

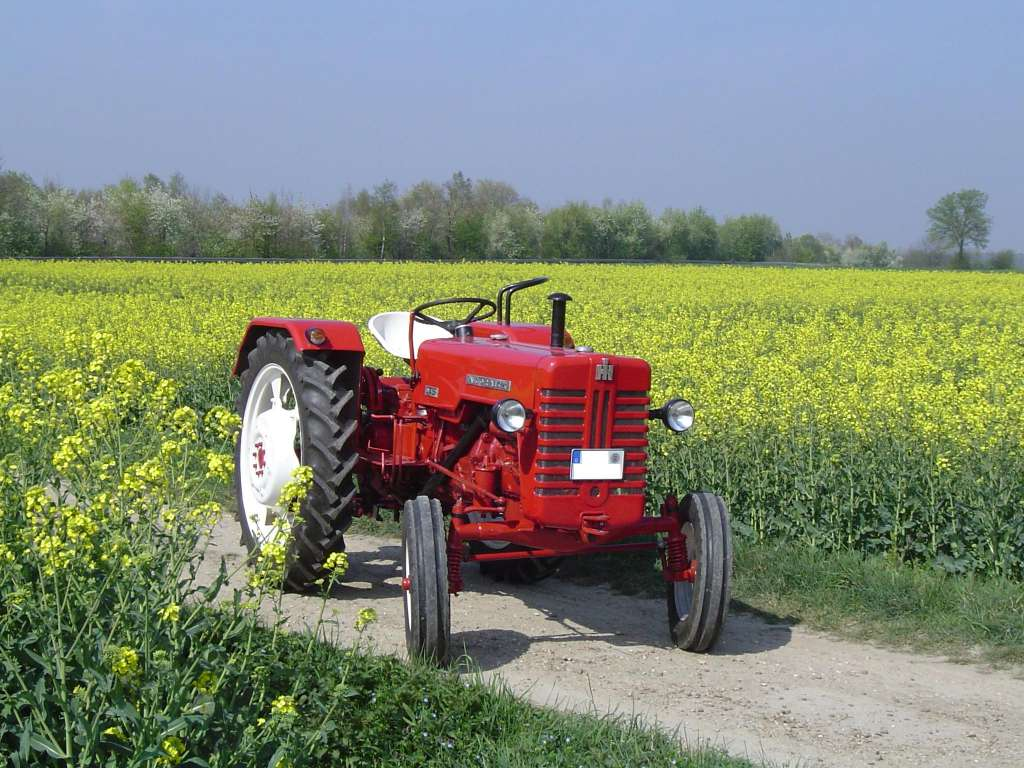
Ciągnik McCormick D-432

### 1831-1860: McCormick – Wzór innowacji
Historia marki sięga roku 1831, kiedy to młody Cyrus Hall McCormick stale pracował nad projektem żniwiarki swego ojca, która wkrótce zyskała ogromne uznanie wśród farmerów. Żniwiarka została pomyślnie zaprezentowana w Steeles Tavern w Wirginii i opatentowana w roku 1834. W 1837 Cyrus zakłada spółkę z C.M. Gray i przy północnym brzegu rzeki Chicago (Chicago River) buduje fabrykę gdzie produkuje 500 żniwiarek na kolejne żniwa. W roku 1851 żniwiarka McCormick zdobywa „Główny medal rady” na wielkiej wystawie w Crystal Palace w Londynie. W ciągu kilku lat następnych kilku lat żniwiarka McCormick zdobywa główne nagrody w całej Europie.
McCormick to wzór innowacji, nie tylko w zakresie nowatorskich rozwiązań technicznych, ale również we wdrażaniu pionierskich, biznesowych metod sprzedaży. Jego motto brzmiało: „To sell, I must advertise” – „żeby sprzedawać muszę reklamować”. Kampanie reklamowe były zwiastunem obecnej internetowej reklamy bezpośredniej. Jako pierwszy udzielił gwarancji na swoje maszyny, wprowadził sprzedaż ratalną, oraz zbudował pierwszą sieć dealerów w całym kraju – w efekcie wprowadzenia nowego, agresywnego systemu sprzedaży McCormick Harvesting Company w latach 1834–1860 została największym przedsiębiorstwem produkującym maszyny dla rolnictwa.

### Lata 1861–1999
W roku 1900 McCormick Harverster Company zakłada swoją główną siedzibę w Londynie. W 1902 roku kilka przedsiębiorstw, w tym największe: McCormick Harvesting Machine Co i Deering Harvester Company, połączyło się tworząc International Harvester. Efektem tej konsolidacji były pierwsze ciągniki rolnicze Mogul i Titan. W latach 1905–1911 IHC otworzyło fabryki w:
Rok 1905 – już jako International Harvester Company buduje swoją pierwszą fabrykę w Europie, w Norrköping w Szwecji. IHC przedstawia swój pierwszy ciągnik o mocy pomiędzy 10 KM i 20 KM.
31 grudnia 1906 powstaje International Harvester of Great Britain Ltd. z siedzibą w Londynie na rynek europejski.
W roku 1908 IHC otworzyło fabryki w Neuss, Niemcy oraz w Croix, Francja. Fabryka w Neuss od roku 1911 rozpoczyna produkcję osprzętu pod nazwą McCormick, takiego jak kosiarki, przetrząsaczy, zgrabiarki oraz rozsiewacze nawozów.
W roku 1914 IH produkuje swój pierwszy kombajn zbożowy, który nazywa się McCormick Deering No1. Na rynku europejskim IH po 14 latach zaprezentowali pierwszy kombajn pod nazwą McCormick Deering No8.
W roku 1920 Syndykat Rolniczy w Warszawie sprowadził i uruchomił w majątkach ziemskich pierwszych 250 amerykańskich traktorów Titan 10/20 i jednocylindrowych Junior 8/16. Bardzo tanie traktory w cenach nie przekraczających dziewięćset dolarów okazały się szlagierem importowym. Wkrótce modele te o mocach od 8 do 10 KM zostały wyparte przez kolejny model McCormick. W latach trzydziestych ciągniki serii McCormick – Deering 10-20 w Warszawie, Poznaniu i Lwowie sprzedawała Kooperacja Rolna.
Od 1923 roku, w celu poprawy bezpieczeństwa, zaczęto malować pierwotnie szare ciągniki na kolor czerwony, dając w ten sposób początek legendzie „Big Red”. W 1924 roku International Harvester wprowadza model McCormick Farmall, pierwsze uniwersalne ciągniki rolnicze.
W roku 1937 IH rozpoczyna produkcję ciągników w Niemczech. Pierwszy ciągnik o mocy 12-15 KM zjeżdża z taśmy. W latach 1937–1940 zostało wyprodukowanych 3938 ciągników McCormick serii Farmall F12.
W roku 1938 IH GB (Wielka Brytania) kupuje teren Wheatley Hall od Doncaster Borough Council. Wybuch II wojny światowej zakłóca budowę nowej fabryki.
Po wojnie, w roku 1946 fabryka w Neuss zostaje zmodernizowana i osiąga dzienną produkcję 50 ciągników. W tym samym roku fabryka w Doncasterze zaczyna produkcje maszyn rolniczych. Fabryka w Doncasterze zaczęła produkcję ciągników w roku 1949. Pierwszy ciągnik rolniczy McCormick Farmall M no 1001 zjeżdża z taśmy 13 września. W 1950 IH France (Francja) decyduje się na produkcję ciągników i kupuje teren w St Dizier w prowincji Saute-Marne, 250km na wschód od Paryża. Rok później we Francji rozpoczyna się produkcja modelu McCormick Farmall FC, natomiast w Anglii, w Doncaster przy Wheatley Hall rozpoczyna się produkcja modelu McCormick Farmall BM.
W roku 1951 International Harvester Co. GB (Wielka Brytania) podjęła decyzję o wejściu na rynek budowlany, gdzie rozpoczęto produkcję ciągników rolniczych gąsienicowych BTD-6. Trzy lata później angielski oddział nabywa starą fabrykę samochodową w Idle Brandford, gdzie zaczyna produkcję ciągnika McCormick International B-634, który staje się pierwszym brytyjskim ciągnikiem, w którym zastosowano hamulce tarczowe oraz blokadę dyferencjału. International Harvester w fabrykach w Brytanii oraz Neuss odeszła od nazwy ciągników McCormick w roku 1972 kończąc produkcję na modelu B-634.
W roku 1978 International Harvester w Doncasterze rozpoczyna produkcję ciągników serii 84.
W roku 1985 Tenneco, właściciel marek Case oraz Dawid Brown kupuje oddział rolniczy IH w Doncasterze. Wszystkie produkty z oddziału GB (Wielka Brytania) są teraz pod marką Case International.
W roku 1994 powstała nowa seria ciągników 3200/4200 produkowana w Doncasterze.
W roku 1997 powstała nowa seria ciągników CX produkowana w Doncasterze.
W lutym 1998 powstała nowa seria ciągników MX, jest produkowana w Doncasterze.

## McCormick współcześnie

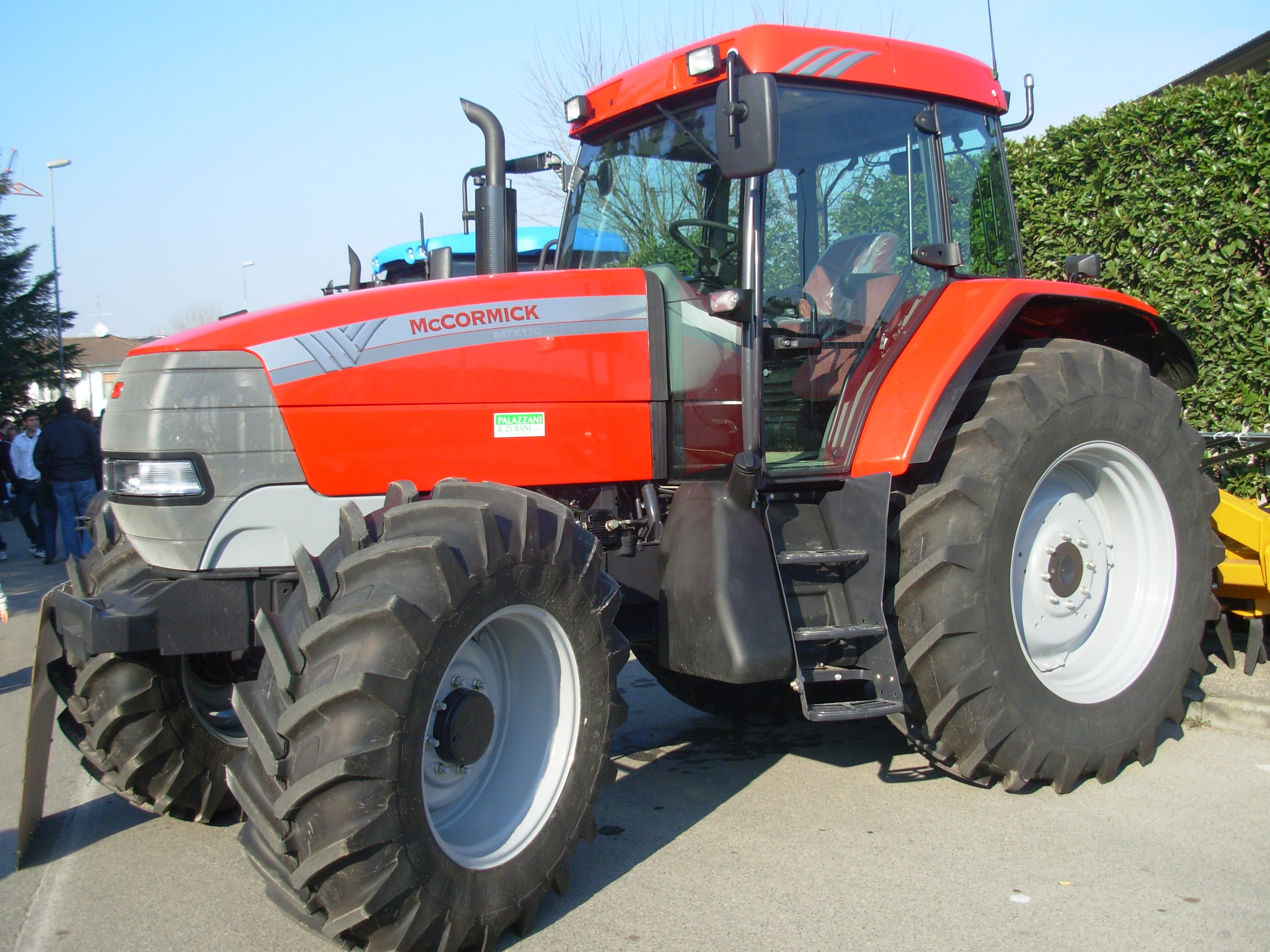
Ciągnik McCormick MTX 120

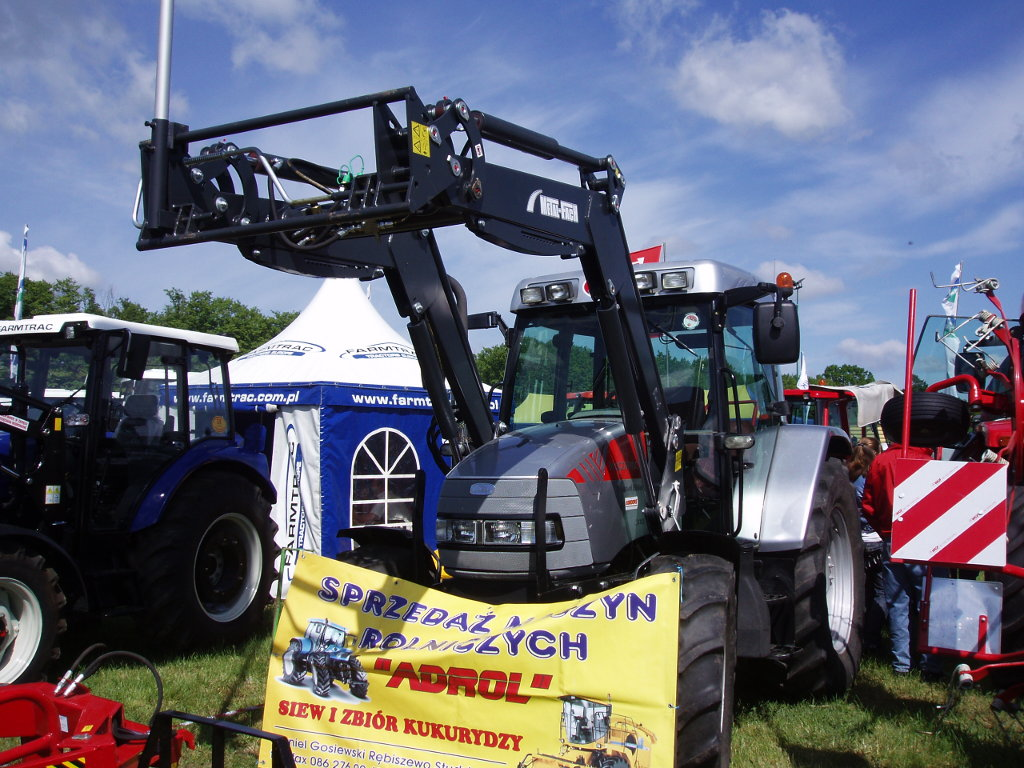
Ciągnik McCormick CX 105 Diamond Edition

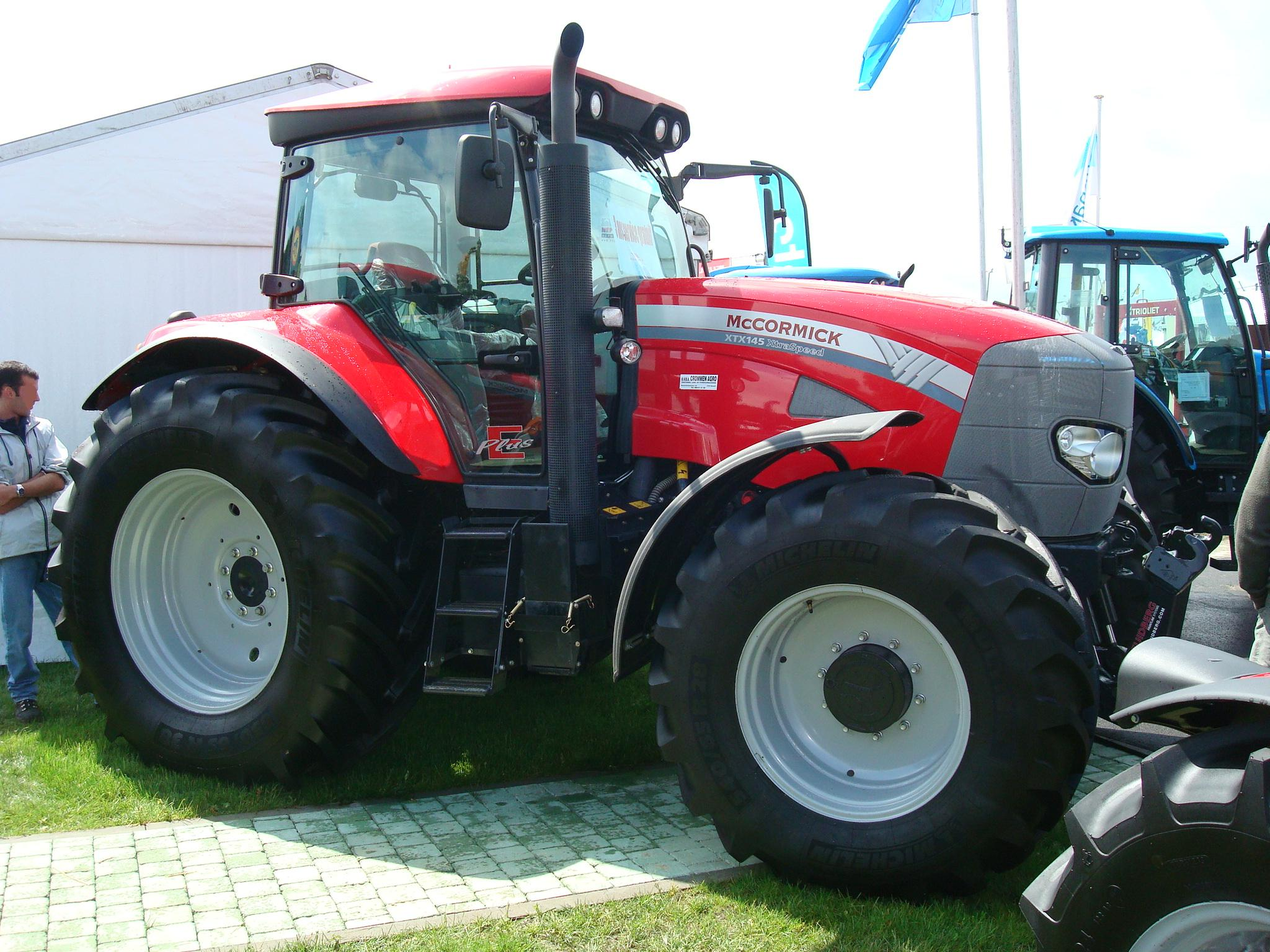
Ciągnik McCormick XTX 145

W 1999 roku Fiat Group zakupił Case IH i stworzył spółkę Case New Holland Global N.V. (CNH), w którego skład wszedł również New Holland. W tym samym roku urząd antymonopolowy Unii Europejskiej nakazał pozbycia się fabryki w Doncasterze przy Wheatley Hall Road. W roku 2000 po negocjacjach z wieloma zainteresowanymi stronami fabryka wraz z brandem McCormick oraz technologią produkcji ciągników C, CX, MXC oraz MX Maxxum została zakupiona przez Argo Tractors S.p.A. Od roku 2000 modelami McCormick były: C-Max, CX, MC (MXC) oraz MTX (MX). W roku 2003 McCormick produkując ciągnik ZTX wchodzi w segment rynkowy 230-280 KM potwierdzając swoją determinację zostania ponownie globalnym graczem i wzmocnieniem marki poprzez unikalne produkty wyprodukowane zgodnie z najwyższymi standardami jakościowymi. W roku 2006 McCormick wypuścił serie modeli XTX. W tym samym roku marka uczciła 60-lecie fabryki w Doncasterze wyprodukowaniem 60 ciągników z serii Diamond Edition. Stanowiły je dwa najlepiej się sprzedające w tym czasie model 4 cylindrowy oraz 6 cylindrowy: CX105 Xtrashift oraz MTX150 BetaPower. 14 grudnia, roku 2007 fabryka w Doncasterze wyprodukowała swój ostatni ciągnik McCormick XTX 215, a całą produkcję przeniosiono z powodu wysokich kosztów produkcji oraz konsolidacji produkcji do większej, bardziej zautomatyzowanej fabryki grupy Argo Tractors S.p.A, w Fabbrico, we Włoszech. W tym samym roku wprowadzone zostały nowe ciągniki: TTX oraz CX restyled. W roku 2008 MTX uzupełnia gamę produktów. W roku 2011 nastaje nowa generacja McCormick „X” pierwszym modelem jest X60. W roku 2012 McCormick wprowadza model X70. W 2013 na targach Sima McCormick prezentuje całkowicie nowy produkt, X7 z funkcją autoshift marki ZF. W roku 2014 McCormick prezentuje modele X4 oraz X6. Rok 2015 uzupełnia modele o całkowicie nowego X5 oraz X6LWB. W roku 2016 po raz pierwszy w historii zamontowana zostaje bezstopniowa skrzynia biegów produkcji ZF oraz McCormick w roku 2016 wkracza na rynek z traktorem ponad 300 koni mechanicznych.

## Produkcja

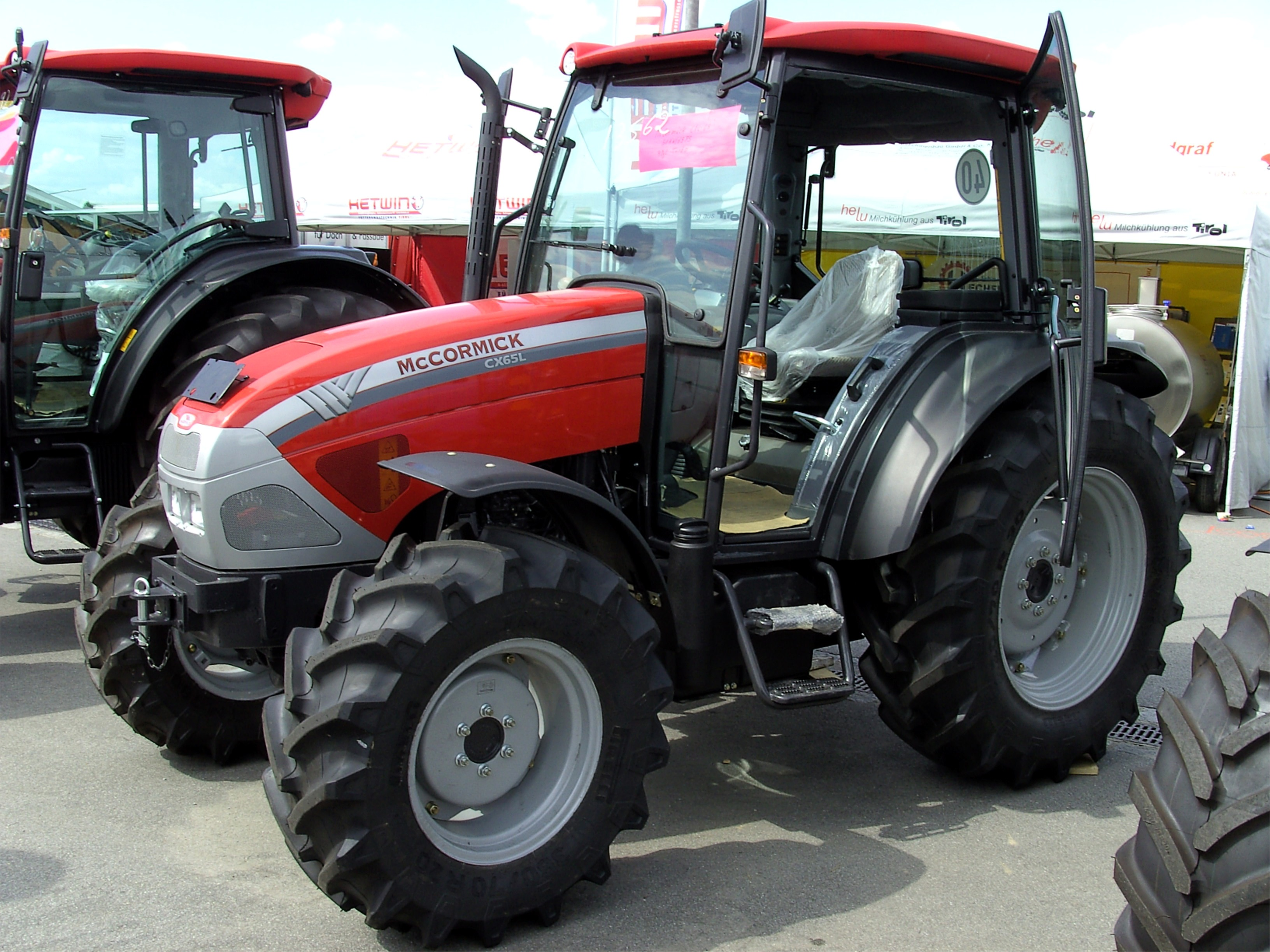
McCormick CX65L

McCormick przyjął japoński system produkcji – Kaizen, który ma na celu stałego ulepszania oraz zmiany na lepsze ergonomii produkcji.
W ofercie przedsiębiorstwa znajdują się ciągniki komunalne, sadownicze oraz rolnicze o mocy od 23 do 310 koni mechanicznych:
- X4T
- X2
- X3
- X4
- X4F
- X5
- X5 HC
- X5.085
- X6
- X6.4
- X6.6
- X7 SWB
- X7.6
- X8